# Катастрофа C-123 в Денали
Катастрофа C-123 в Денали — авиационная катастрофа транспортного самолёта Fairchild C-123K Provider, которая произошла в воскресенье 1 августа 2010 года у национального парка Денали (штат Аляска); при крушении погибли 3 человека.

## Самолёт
C-123B с заводским номером 20158 был выпущен в 1954 году и передан ВВС США, где ему присвоили бортовой номер 54-0709. Во второй половине 1960-х годов этот самолёт, как и многие другие C-123, был переделан в модель C-123K, при этом на нём в нижней части установили реактивные ускорители. На момент окончания своей службы в ВВС борт 54-0709 относился к 302-му транспортному авиакрылу, когда 4 ноября 1981 года был поставлен на хранение в MASDC под инвентарным номером CP064. 21 августа 1984 года по документам этот C-123 вновь вернулся в американские ВВС и получил инвентарный номер 9C003, однако по факту борт 54-0709 продолжал находиться в MASDC. Затем 11 апреля 1986 года его приобрела компания Redick's Classics In Aviation (ныне — Aviation Classic), при этом бортовой номер сменился на N709RR. В феврале 1994 года самолёт стал собственностью Рэя Петкова (Ray Petkow), а в декабре 2003 года — компании Bill Michel's All West Freight Inc. (или коротко — Allwest Freight). Осенью 2004 года борт N709RR прибыл на Аляску, где начал выполнять рейсы по перевозке грузов, преимущественно для горнодобывающих предприятий.

## Катастрофа
Самолёт выполнял грузовой рейс по перевозке генератора из Палмера в Уналаклит, а на его борту находились два пилота и один пассажир. 61-летний командир самолёта при этом имел две тысячи часов налёта. Полёт должен был проходить по правилам визуальных полётов, при этом экипаж не подавал план полёта, а также в течение всего полёта не выходил на связь с диспетчером. Свидетели в районе парка Денали, что гораздо севернее предполагаемого маршрута полёта, описывали винтовой самолёт цвета хаки с прямым крылом и плоским днищем, который с небольшой скоростью пролетел над долиной. Затем лайнер вдруг взмыл вверх, в результате чего потерял скорость, после чего опустил нос и полетел вниз, и около 15 часов врезался в южный склон горы Хили, близ границы парка Денали, и взорвался. Все три человека на борту погибли.

## Причины
Среди свидетелей были два лётчика, которые отметили, что до столкновения двигатели работали нормально, а шасси были убраны. Также один из лётчиков в прошлом уже работал на C-123 в армии и отметил, что даже если бы отказал один из двигателей, то экипаж мог использовать расположенный на той стороне реактивный ускоритель для компенсации момента. Осмотр и экспертиза обломков не обнаружила признаков сбоя или отказа самолётных систем, а также смещения груза, что могло также привести к потере устойчивости. Помимо этого, с самолёта не передавались никакие сообщения о проблемах на борту, а реактивные ускорители были найдены неиспользованными. На основании этих данных National Transportation Safety Board пришёл к мнению, что катастрофа произошла из-за низкой скорости, в результате чего произошло сваливание со значительной потерей высоты, после чего, оказавшись на опасно малой относительной высоте, самолёт врезался в деревья. Виновником катастрофы комиссия назвала пилота, который допустил падение скорости ниже критического значения, в результате чего самолёт вышел из-под контроля и врезался в землю.

## Факт

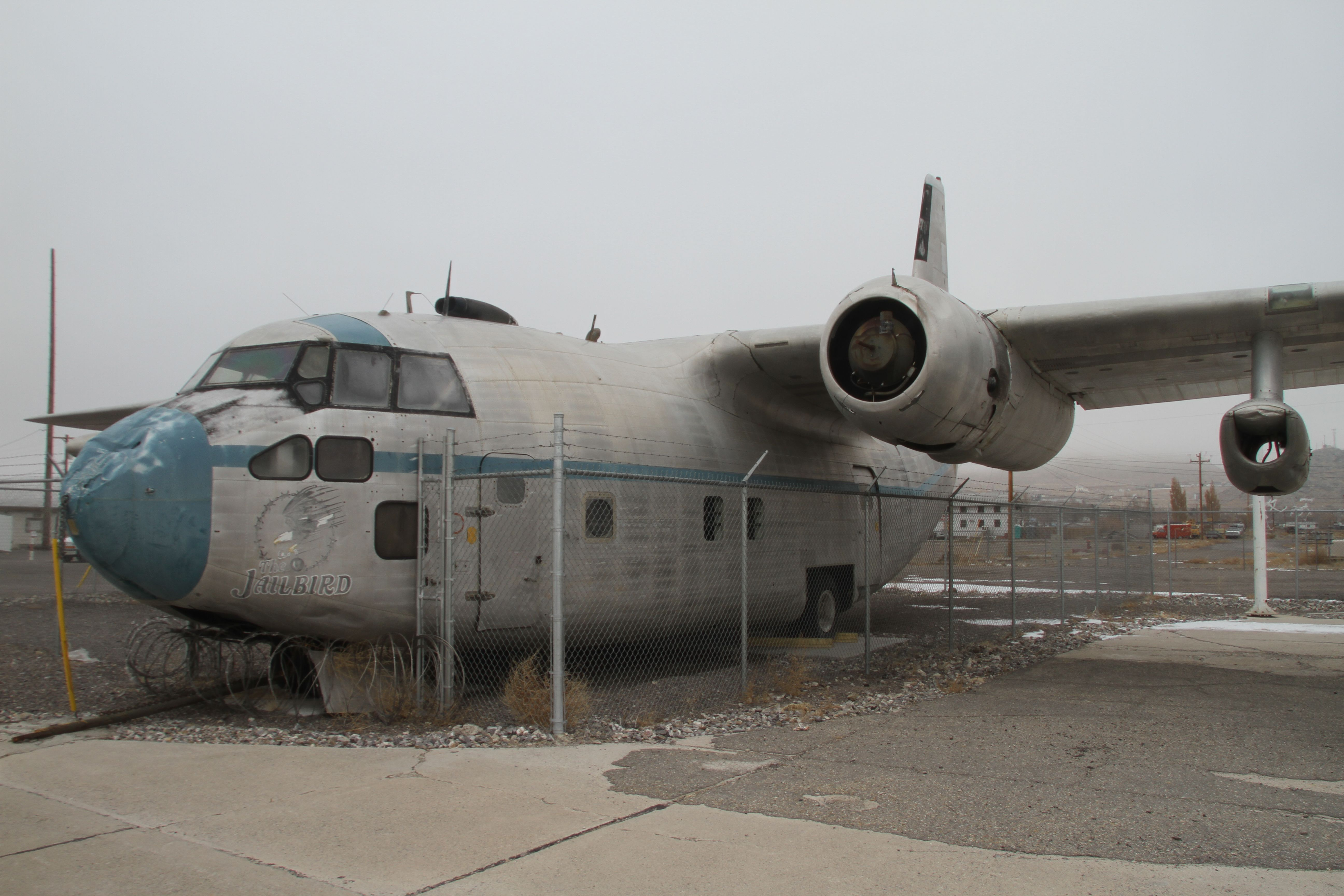
56-4361, который был «дублёром» N709RR в отдельных сценах, и по сей день сохранил окраску, нанесённую на него в ходе съёмок

Борт N709RR «сыграл» главную роль в вышедшем в 1997 году боевике «Воздушная тюрьма» (англ. Con Air, в некоторых переводах — «Тюремный самолёт»), где по сюжету он оказывается захвачен пассажирами-заключёнными во время их транспортировки. На период съёмок на самолёт была нанесена надпись United States Marshal и эмблема Jailbird, а также отдельные декоративные знаки. Примечательно, что в конце фильма по сюжету борт N709RR садится на бульвар Лас-Вегас-Стрип, при этом врезаясь в деревья, после чего разрушается. В сцене, где самолёт врезается в казино, снимали уже списанный C-123K борт N94DT (заводской 20155, бывший военный борт 54-0706), который при этом был перекрашен аналогично N709RR, включая бортовой номер. При этом он врезается в настоящее здание — пристройку Sands Hotel, которую как раз собирались сносить. В отдельных сценах на аэродромах снимали бывший военный борт 56-4361 (заводской 20245).